# 小島蕉園
小島 蕉園（こじま しょうえん）は江戸時代後期の旗本。田安徳川家に仕え、同家領甲斐国田中陣屋代官を務めた後、江戸、川越で医業を営み、晩年一橋徳川家により遠江国波津陣屋代官に抜擢された。亀田鵬斎門下。

## 生涯

### 生い立ち
明和8年（1771年）江戸四谷忍原横町に生まれた。寛政元年（1789年）2月26日田安徳川家片岡孫兵衛組勘定見習として出仕し、寛政7年（1795年）5月23日右筆見習、寛政9年（1797年）5月1日右筆となった。寛政12年（1800年）2月昌平坂学問所経史文章科を受験し、乙の成績を修めた。享和2年（1802年）7月18日父橘州が死去したため、12月5日家督を相続した。

### 甲斐国田中代官
文化2年（1805年）7月26日右筆上座持席で太枡騒動により人心の離れていた田安徳川家甲斐国領を任され、一町田中村の田中陣屋に赴任した。
領民に「孝経」を講義して回ったため孝経代官と呼ばれ、また上矢作村名主広瀬清左衛門妻志計を孝婦として表彰するなど、孝行の普及に務めた。八日市場村の俳人安田漫々に会って勧農を説き、砂混じりの土壌に適した甘草の栽培を奨励した。また、平井村、井上村、下野原村の住民に金川の伏流水部分に井戸を掘って阿膠を製造するよう勧めたが、これは広まらなかった。甲州八珍果を定め、甲斐国で果物栽培を奨励したという説もあるが、正確なところは明らかになっていない。
文化4年（1807年）江戸に戻り減税を訴えたが聞き入れられず、そのまま病を理由に辞職し、文化6年（1809年）5月22日小普請入りした。領民15名の届け出により計画されていた学校創立は中止となり、文政6年（1823年）1月16日石和代官山本大膳により由学館として開校された。

### 江戸での医業

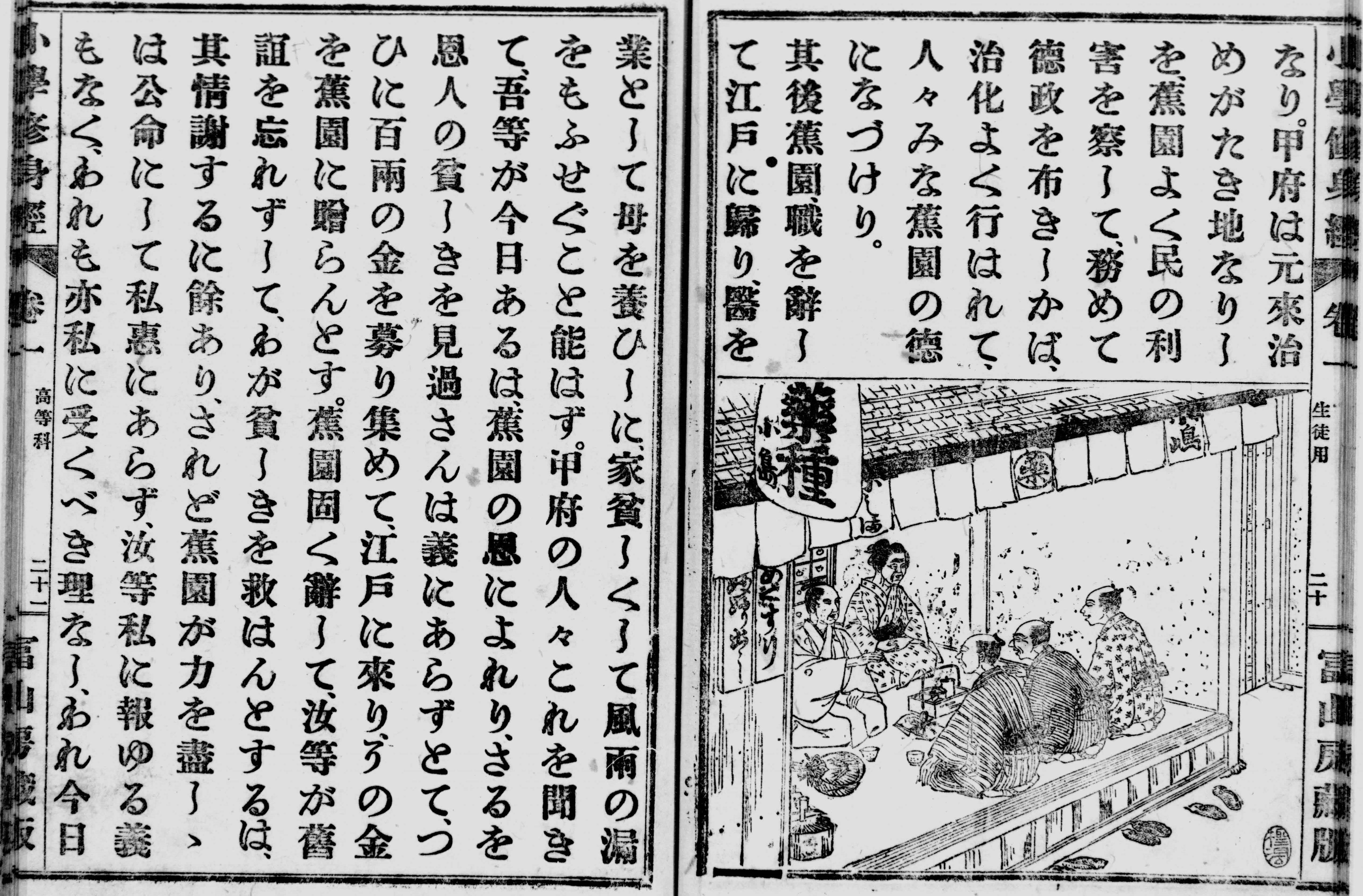
薬を売る蕉園（小学修身経）

一町田中村磯野弘道かその父鶴堂に医業を学んでいた蕉園は、総髪のため医者稼業を認められ、本郷竹町で売薬を営んだ。文化13年（1816年）10月頃通油町酒屋隣に移り、文政元年（1818年）春頃鉄砲町に移った。伝馬町の豪商紺屋の子の火傷を治したところ、回診の際に駕籠を手配してくれるようになったという。
江戸での生活は苦しく、文政元年（1818年）4月佐藤祥三から金20両を借金している。文政元年（1818年）夏、旧領民が100両を集め、狐新居村荒井甚五左衛門、一町田中村佐藤祥三、荒巻村今泉綱右衛門の3名が江戸に持参したが、蕉園は受け取らなかったため、帰国後これを資金として一町田中村白山神社に生祠が創建された。
文政2年（1819年）小火に類焼したところ、母が火事を恐れて江戸を離れたがったため、7月29日養子修三に家督を譲り、川越に移った。程なく母の気が変わると江戸に戻り、浅草の借家に住んだ。

### 遠江国波津代官
文政6年（1823年）2月一橋徳川家用人河原隼人の推挙により同家領遠江国波津陣屋代官に任じられた。赴任直後は医者としての評判から病人や医者等の対応に追われた。
7月7日田沼意正が旧領相良藩に復帰し、一橋領内30ヶ村が相良藩に移管されたため、12月28日当該30ヶ村分の2,000両を村民に還付し、更に公平性を図るため、残りの村に対しても半額3,000両を還付した。役人の不正を防ぐため、検見法から定免法に変更し、年貢米の品質改良に務め、また金谷原の牛馬市設置を江戸に提案した。代官所では終業時間を未の刻から午の刻に早め、午後は役人に勉強をさせた。
𪽶を患い食事が喉を通らなくなり、文政9年（1826年）1月1日下吉田村沖に中国船得泰号が漂着した際には中泉代官竹垣直清を代理に立てて対応した。1月19日辰の刻死去し、平田寺境内到遠峰に葬られた。墓地は後に善能寺境内となり、現在牧之原市文化財に指定されている。

## 顕彰
明治9年（1876年）芳野金陵『譚故書余』によって事跡が広く紹介された。明治26年（1893年）高等小学校用修身教科書『小学修身経』、明治43年（1910年）4月国定教科書『尋常小学修身書』に取り上げられ、文部省により事蹟の実地調査が行われた。
山梨県では、明治40年（1907年）に笛吹川流域を中心に山梨県下で発生した明治40年の大水害で白山神社生祠が流出したため、大正7年（1918年）10月15日田安陣屋鎮守稲荷社に再建され、11月18日従五位を贈位された。

## 著書
『徳本遺方（知足斎遺方）』
寛政年間山梨郡小原村郷士早川五兵衛所蔵の永田徳本遺著を写し、文政4年（1821年）春自身の臨床結果を書き加えて纏めたもの。
『蕉園渉筆』
文政8年（1825年）8月28日相良で見聞した180条余を帰国後の話の種として清書したもの。

## 親族
父小島源之助謙之は唐衣橘洲と号した狂歌師。弟は2人いたが、安永5年（1776年）10月14日と天明4年（1784年）12月16日にいずれも夭逝した。
元百人組渡辺平十郎組同心武藤善左衛門娘を娶り、男子を生むも育たず、文化13年（1816年）7月23日娘が死去した直後の26日にその母親も死去した。後に黒川家娘を娶るも子ができずに離縁し、文政2年（1819年）5月21日旗本高麗七右衛門次男修三を養女の婿に迎えた。また、相良赴任時に友人岡本豊洲の子を貰っていたが、蕉園没時まだ5歳だったため、その後岡本家に帰されたと思われる。長年連れ添った母は蕉園に後れて天保6年（1835年）10月9日死去した。

### 子孫
- 小島修三全 - 昌平坂学問所出役を務め、天保7年（1836年）11月没[44]。
- 小島源三謙受 - 同心組頭一宮又三郎の子[44]。
- 小島銀三郎景清 - 明治2年（1869年）に生まれ、四谷区永住町2番地に住んだ。野村文挙に絵画を学んだ[45]。